# دانیل ملو
 دانیل ملو (انگلیسی: Daniel Melo؛ زاده ۴ ژوئیهٔ ۱۹۷۷) یک تنیس‌باز اهل برزیل است.